# Лука де ла Торре
Лука де ла Торре (англ. Luca de la Torre, нар. 23 травня 1998, Сан-Дієго) — американський футболіст, півзахисник іспанського клубу «Сельта Віго».
Виступав, зокрема, за клуби «Фулгем» та «Гераклес» (Алмело), а також національну збірну США.

## Клубна кар'єра
Народився 23 травня 1998 року в місті Сан-Дієго. Вихованець футбольної школи клубу «Фулгем». Дорослу футбольну кар'єру розпочав 2017 року в основній команді того ж клубу, в якій провів три сезони, взявши участь у 7 матчах чемпіонату. 
Своєю грою за цю команду привернув увагу представників тренерського штабу клубу «Гераклес» (Алмело), до складу якого приєднався 2020 року. Відіграв за команду з Алмело наступні два сезони своєї ігрової кар'єри. Більшість часу, проведеного у складі «Гераклеса», був основним гравцем команди.
До складу клубу «Сельта Віго» приєднався 2022 року. Станом на 10 листопада 2022 року відіграв за клуб з Віго 5 матчів в національному чемпіонаті.

## Виступи за збірні
У 2013 році дебютував у складі юнацької збірної США (U-17), загалом на юнацькому рівні взяв участь у 28 іграх, відзначившись 2 забитими голами.
Протягом 2015–2017 років залучався до складу молодіжної збірної США. На молодіжному рівні зіграв у 5 офіційних матчах, забив 2 голи.
У 2018 році дебютував в офіційних матчах у складі національної збірної США.
У складі збірної — учасник чемпіонату світу 2022 року у Катарі.
| Дата      | Місто                | Господарі         | Результат | Гості    | Турнір                                   | Голи | Примітки |
| --------- | -------------------- | ----------------- | --------- | -------- | ---------------------------------------- | ---- | -------- |
| 2-6-2018  | Дублін               | Ірландія          | 2 – 1     | США      | товариський матч                         | -    | 77'      |
| 25-3-2021 | Вінер-Нойштадт       | США               | 4 – 1     | Ямайка   | товариський матч                         | -    | 72'      |
| 28-3-2021 | Белфаст              | Північна Ірландія | 1 – 2     | США      | товариський матч                         | -    | 74'      |
| 7-10-2021 | Остін (Техас)        | США               | 2 – 0     | Ямайка   | Відбір до ЧС 2022                        | -    | 77'      |
| 2-2-2022  | Сент-Пол (Міннесота) | США               | 3 – 0     | Гондурас | Відбір до ЧС 2022                        | -    |          |
| 27-3-2022 | Орландо              | США               | 5 – 1     | Панама   | Відбір до ЧС 2022                        | -    |          |
| 30-3-2022 | Сан-Хосе             | Коста-Рика        | 2 – 0     | США      | Відбір до ЧС 2022                        | -    | 61'      |
| 2-6-2022  | Цинциннаті           | США               | 3 – 0     | Марокко  | товариський матч                         | -    | 66'      |
| 5-6-2022  | Канзас-Сіті          | США               | 0 – 0     | Уругвай  | товариський матч                         | -    | 85'      |
| 11-6-2022 | Остін (Техас)        | США               | 5 – 0     | Гренада  | Ліга націй КОНКАКАФ 2022-2023 - 1-й етап | -    | 71'      |
| 14-6-2022 | Сан-Сальвадор        | Сальвадор         | 1 – 1     | США      | Ліга націй КОНКАКАФ 2022-2023 - 1-й етап | -    | 81'      |
| 23-9-2022 | Дюссельдорф          | Японія            | 2 – 0     | США      | товариський матч                         | -    | 60' 67'  |
| Усього    |                      | Матчів            | 12        |          | Голів                                    | 0    |          |

## Титули і досягнення
Збірні
- Чемпіон КОНКАКАФ (U-20): 2017
- Переможець Ліги націй КОНКАКАФ: 2023